# ジュヴァイニー家
ジュヴァイニー家とは、イランのホラーサーン地方のジョヴェイン（もしくはジャガターイ）出身の一族であり、セルジューク朝、ホラズム・シャー朝、モンゴル帝国、イルハン朝といった王朝に仕えた高官を輩出した。
『世界征服者の歴史』を著した歴史家のアラーウッディーン・アターマリク・ジュヴァイニーはこの一族の出身である。ジュヴァイニー家の人間は詩作や学問に造詣が深いだけでなく、詩人や学者のパトロンにもなり、学者のナスィールッディーン・トゥースィー、音楽家のサフィッディーン・ウルマウィらは彼らに作品を献呈した。
イルハン朝時代の宮廷内の抗争によってジュヴァイニー家の人物の多くが没し、一族の直系は断絶した。

## 概略
一族の祖先はアッバース朝のカリフ・ハールーン・アッ＝ラシードのもとで高官を務めたアル＝ファドル・イブン・アル＝ラビーに遡る。アラーウッディーン・アターマリク・ジュヴァイニーの曽祖父であるバハーウッディーンは、1192年にホラズム・シャー朝のスルターン・アラーウッディーン・テキシュに仕え、バハーウッディーンの母方の叔父であるムンタジャブ・ウッディーンはセルジューク朝のスルターン・サンジャルの下で書記官を務めた。バハーウッディーンの子であるシャムスッディーンはホラズム・シャー朝のアラーウッディーン・ムハンマド、ジャラールッディーン・メングベルディー親子の下で財務長官（mostawfi）を務めた。
シャムスッディーンの子であるバハーウッディーンはホラズム・シャー朝を滅ぼしたモンゴル帝国に降伏し、モンゴル帝国のイラン総督チン・テムル、クルクズ、アルグン・アカの下で財務を担当する。1235年/36年にバハーウッディーンはモンゴルの宮廷に派遣され、大ハーン・オゴデイから丁重な扱いを受け、帝国西部の財務長官（サーヒブ・イ・ディーワーン）に任じられた。
バハーウッディーンの子であるシャムスッディーンとアラーウッディーンの兄弟は父と同様にモンゴル帝国に出仕した。アラーウッディーンはフレグの征西に従軍し、イルハン朝が成立した後、シャムスッディーンはサーヒブ・イ・ディーワーンに、アラーウッディーンは地方長官に任じられる。シャムスッディーンの肩書は財務長官であったが事実上の宰相として政務に携わり、アラーウッディーンはバグダードの復興に尽力した。
アバカ・ハンの治世の末期から宮廷で強い影響力を持つジュヴァイニー兄弟は宮廷内の政敵に攻撃され、シャムスッディーンに恨みを抱くマジュド・アル＝ムルク・ヤズディーの告発によってシャムスッディーンはアバカの信任を失い、アラーウッディーンは投獄された。アバカの死後に彼の弟のテグデルがイルハン朝のハンとなるとアラーウッディーンは釈放され、シャムスッディーンはテグデルの後ろ盾を得てマジュド・アル＝ムルクを失脚に追い込み、地位を回復した。1283年にアバカの子のアルグンがテグデルに対して反乱を起こし、アルグンがアラーウッディーンの全財産の没収を命じると、アラーウッディーンは発作を起こして亡くなった。テグデルとの争いを制したアルグンがハンに即位した後、シャムスッディーンは身の危険を感じてロレスターンに逃亡するが、恩赦を期待して宮廷に帰参した。だが、シャムスッディーンの政敵たちは彼の処刑を主張し、1284年にシャムスッディーンはアブハルで処刑される。同1284年、アラーウッディーンの子であるマンスールもバグダードで処刑された。
シャムスッディーンには7人の子がおり、うちバハーウッディーンは父に先立って1279年に没した。シャラフッディーン・ハールーンは学問の才能に優れ、ウルマウィとも親交があったが、1286年に刑死した。シャムスッディーンの孫のアリーとマフムードはアルグンに困窮を訴え、父の領地の一部の返還を認められたが、領地の返還によって歳入が失われると考えたアルグンは考えを翻す。1289年にシャムスッディーンの4人の子のヤフヤー、ファラジュ・アッラーフ、マスウード、アターベクらはタブリーズで、孫のアリーはエスファハーンで処刑され、シャムスッディーンの子の中でアブハズにいたザカリーヤーのみが生き残った。マフムードは助命されたものの、叔父たちの刑死の数年後に没した。シャムスッディーンには男子のほかにドウラト・ハトゥンという名の娘がおり、ハザーラスプ朝の君主ユースフシャーの元に嫁いでいる。